# Maiden of the Cancer Moon
Maiden of the Cancer Moon je koncertní album americké skupiny Quicksilver Messenger Service. Album vyšlo v roce 1983. Jedná se o dvojalbum nahrané v roce 1968.

## Seznam skladeb
| Strana 1 | Strana 1                                | Strana 1 |
| Pořadí   | Název                                   | Délka    |
| -------- | --------------------------------------- | -------- |
| 1.       | Backdoor Man                            | —        |
| 2.       | Codine                                  | —        |
| 3.       | Mona / Maiden of the Cancer Moon / Mona | —        |

| Strana 2 | Strana 2             | Strana 2 |
| Pořadí   | Název                | Délka    |
| -------- | -------------------- | -------- |
| 1.       | Gold and Silver      | —        |
| 2.       | Smokestack Lightning | —        |

| Strana 3 | Strana 3           | Strana 3 |
| Pořadí   | Název              | Délka    |
| -------- | ------------------ | -------- |
| 1.       | Light Your Windows | —        |
| 2.       | Dino's Song        | —        |
| 3.       | The Fool           | —        |

| Strana 4 | Strana 4                                | Strana 4 |
| Pořadí   | Název                                   | Délka    |
| -------- | --------------------------------------- | -------- |
| 1.       | Who Do You Love                         | —        |
| 2.       | Mona / Maiden of the Cancer Moon / Mona | —        |

## Sestava
- John Cipollina - kytara, zpěv
- Gary Duncan – kytara, zpěv
- David Freiberg – baskytara, viola, zpěv
- Greg Elmore – bicí